# Muzeum Misyjne OO. Werbistów w Chludowie
Muzeum Misyjne OO. Werbistów w Chludowie – muzeum z siedzibą we wsi Chludowo (powiat poznański). Placówka jest prowadzona przez księży werbistów, a jego siedzibą są pomieszczenia chludowskiego Domu Misyjnego św. Stanisława Kostki.
Placówka powstała w 1994 roku, choć początki kolekcji sięgają 1975 roku. W ramach ekspozycji prezentowana jest historia Domu Misyjnego oraz zbiory, pochodzące z krajów misyjnych (m.in. Chiny, Japonia, Indie, Indonezja, Papua-Nowa Gwinea, Nigeria). Są to przedmioty codziennego użytku, stroje oraz akcesoria kultu religijnego. Część wystawy poświęcona jest o. Marianowi Żelazkowi (zm. 2005) - misjonarzowi, pracującemu przez 55 lat w Indiach, kandydatowi do Pokojowej Nagrody Nobla w 2002 roku.
Muzeum jest obiektem całorocznym, czynnym codziennie. Zwiedzanie odbywa się po uprzednim uzgodnieniu z opiekunami zbiorów.